# Antheraea hagedorni
Antheraea hagedorni is een vlinder uit de familie nachtpauwogen (Saturniidae), onderfamilie Saturniinae.
De wetenschappelijke naam van de soort is voor het eerst geldig gepubliceerd door Naumann & Lourens in 2008.